# Headless Cross
Headless Cross (с англ. — «Обезглавленный крест») — четырнадцатый студийный альбом британской хеви-метал-группы Black Sabbath, вышел в 1989 году.

## Об альбоме
Headless Cross — первый диск группы с ударником Кози Пауэллом. В записи альбома принимал участие бас-гитарист Лоуренс Коттл, но официально никогда не входил в состав группы.

## Тур
Во время тура концерты начинались со звучания композиции «Ave Satani» (саундтрек написан Джерри Голдсмитом для фильма «Омен»), переходящим в песню «The Gates of Hell». Связка «Ave Satani/The Gates of Hell» в дальнейшем использовалась для открытия всех концертных выступлений вплоть до выпуска диска Reuninon и совместных выступлений с Оззи Осборном.
Black Sabbath была одной из первых групп, выступивших в СССР. Это произошло в конце 1989 года. Группа отыграла в общей сложности 25 концертов, 13 в Москве (спорткомплекс «Олимпийский») и 12 в Ленинграде (СКК им В. И. Ленина). Два концерта, проходившие 19 ноября, были профессионально отсняты и в дальнейшем выпущены на DVD в ряде стран. Во время этих двух концертов исполнялась песня «Apache» (группа The Shadows, Jerry Lordan). Нил Мюррей, игравший в группе во время тура, сказал следующее: Этот трек исполнялся 2 раза в один день. Насколько я понял из произошедшего, весь процесс записи должен был находиться под нашим контролем, однако после концертов охрана не допустила никого из нас к записям. Какие-то русские организации (в основном мафия) завладели ими. Полагаю, что концерт был выпущен в России, но сомневаюсь, что Black Sabbath получили от этого какие-то деньги.

## Список композиций
Все песни написаны Black Sabbath, если не обозначено иное.

### Сторона А
1. «The Gates of Hell» (инструментальная композиция) — 1:06
2. «Headless Cross» (Тони Мартин, Тони Айомми, Кози Пауэлл) — 6:29
3. «Devil & Daughter» (Мартин, Айомми, Пауэлл) — 4:44
4. «When Death Calls» — 6:55

### Сторона Б
1. «Kill in the Spirit World» — 5:11
2. «Call of the Wild» — 5:18
3. «Black Moon» — 4:06
4. «Nightwing» — 6:35

### Бонус-треки
1. «Cloak & Dagger» (только на picture-диске) — 4:37

## Участники записи
- Тони Айомми — гитара
- Тони Мартин — вокал
- Кози Пауэлл — ударные, перкуссия
- Джефф Николс — клавишные

Приглашённые музыканты:
- Лоуренс Коттл — бас-гитара (сессионный музыкант)
- Брайан Мэй — соло на гитаре в песне «When Death Calls»